# Talthybia depressa
Talthybia depressa Thorell, 1898 è un ragno appartenente alla famiglia Araneidae.
È l'unica specie nota del genere Talthybia.

## Etimologia
Il nome deriva dal greco Ταλθύβιος, Talthybios, cioè Taltibio, in riferimento all'araldo di Agamennone citato prevalentemente nell'Iliade; a sua volta il nome è composto dal verbo greco θὰλλω, thàllo, cioè fiorisco, sono florido, sono fiorente e dal sostantivo βίος, bìos, cioè vita.

## Distribuzione
La specie è stata rinvenuta in Cina ed in Birmania.

## Tassonomia
Dal 2009 non sono stati esaminati altri esemplari, né sono state descritte sottospecie al 2014.